# Resolutie 2103 Veiligheidsraad Verenigde Naties
Resolutie 2103 van de Veiligheidsraad van de Verenigde Naties werd op 22 mei 2013 unaniem aangenomen door de VN-Veiligheidsraad. De resolutie verlengde de VN-missie in Guinee-Bissau met een jaar.

## Achtergrond
Guinee-Bissau werd in 1973 onafhankelijk van Portugal en kende in 1994 voor het eerst verkiezingen. In 1998 kwam het leger echter in opstand, werd de president afgezet en ontstond de Guinee-Bissause burgeroorlog. Uiteindelijk werden pas eind 1999 nieuwe presidentsverkiezingen gehouden. In 2003 werd hij na een chaotische regeerperiode door het leger afgezet. In 2004 leidde muiterij in het leger tot onrust in het land. Nieuwe presidentsverkiezingen in 2005 brachten de in 1998 afgezette president opnieuw aan de macht. In 2009 werd hij vermoord door soldaten en volgden wederom presidentsverkiezingen. In 2010 was er onrust binnen het leger en in 2011 een couppoging tegen de nieuwe president. Die lag op dat moment met een slechte gezondheid in een Frans ziekenhuis en stierf daar in 2012. Er werden wederom verkiezingen uitgeschreven waarvoor vreedzaam campagne werd gevoerd. In april 2012 pleegde een deel van het leger echter een staatsgreep en werd onder meer de interim-president vastgezet. De verkiezingen werden vervolgens afgelast en er werd een militair bewind gevestigd.

## Inhoud

### Waarnemingen
De situatie in Guinee-Bissau bleef zorgwekkend, gezien de grondwettelijke orde nog steeds niet hersteld was na de staatsgreep van 12 april 2012. De partijen waren hieromtrent wel een principeakkoord overeengekomen, waarbij ze de overgangsperiode ook hadden verlengd tot eind december 2013 en verkiezingen hadden gepland in november 2013.
Verder hinderde het gebrek aan toezicht op de veiligheidsdiensten het politieke proces en de staatswerking doordat sommige politici onder een hoedje spelen met militaire leiders. Voorts was de politieke spanning in het land te snijden en vonden er nog steeds mensenrechtenschendingen plaats. Ook werden de beperkingen op de vrijheid van meningsuiting en van vereniging veroordeeld.
Na de staatsgreep was ook de drugshandel in Guinee-Bissau toegenomen. Het berechten van degenen die verantwoordelijk waren voor politieke moorden, zware misdaden en drugshandel was ook van belang om het conflict op te lossen. Daarnaast werd de illegale visserij voor de kust van het land veroordeeld.

### Handelingen
Het mandaat van UNIOGBIS, het VN-kantoor in Guinee-Bissau, werd verlengd tot 31 mei 2014. Het kantoor moest het land bijstaan en advies verlenen inzake het politieke proces, de strijd tegen misdaad en het verbeteren van de mensenrechten.
De Veiligheidsraad eiste verder van het Guinee-Bissause leger dat het zich aan civiele controle zou onderwerpen. De autoriteiten in het land moesten maatregelen treffen om de mensenrechten te beschermen, de daders te berechten en het heersende angstklimaat tegen te gaan. Ook de georganiseerde misdaad, en drugshandel en witwaspraktijken in het bijzonder, moest beter worden aangepakt. Verder moest, met internationale samenwerking, beter worden toegezien op het Guinee-Bissause lucht- en zeeruim in de strijd tegen drugshandel en illegale visserij.

## Verwante resoluties
- Resolutie 2048 Veiligheidsraad Verenigde Naties (2012)
- Resolutie 2092 Veiligheidsraad Verenigde Naties
- Resolutie 2157 Veiligheidsraad Verenigde Naties (2014)
- Resolutie 2186 Veiligheidsraad Verenigde Naties (2014)

Lijst ·  2086 ·  2087 ·  2088 ·  2089 ·  2090 ·  2091 ·  2092 ·  2093 ·  2094 ·  2095 ·  2096 ·  2097 ·  2098 ·  2099 ·  2100 ·  2101 ·  2102 ·  2103 ·  2104 ·  2105 ·  2106 ·  2107 ·  2108 ·  2109 ·  2110 ·  2111 ·  2112 ·  2113 ·  2114 ·  2115 ·  2116 ·  2117 ·  2118 ·  2119 ·  2120 ·  2121 ·  2122 ·  2123 ·  2124 ·  2125 ·  2126 ·  2127 ·  2128 ·  2129 ·  2130 ·  2131 ·  2132